# Кенігзау
Ке́нігзау (нім. Königsau) — німецька сільськогосподарська колонія, заснована в 1783 році в Галичині в окрузі Дрогобич, теперішнє село Рівне. Поселення було розташоване за 22 км на північному сході від Дрогобича і за 6 км на південному заході від Меденич.
Поселення було одним з багатьох поселень створених під час колонізаційної програми Йосифинської колонізації, розпочатої австрійським імператором Йосифом II, починаючи з 1781 року. Будинки і господарські будівлі будувались в селах на околицях, а ділянки землі були призначені на кожен будинок. Імператор Йосиф II запросив німецьких фермерів мігрувати в Галичину. Обладнання для ферм, насінне зерно і все необхідне, щоб почати землеробство було надано урядом.
1 серпня 1934 р. в дрогобицькому повіті було створено гміну Меденичі з центром в с. Меденичі. В склад гміни входили сільські громади: Довге (Меденицьке), Йозефсберг, Кенігзау, Меденичі, Летня, Опарі, Ріпчиці.
25 листопада 1938 р. розпорядженням міністра внутрішніх справ Польщі Кеніґзау перейменовано на Рівне. У 1940 р. німців виселили до Ватерґав.